# Bruyères-et-Montbérault
Bruyères-et-Montbérault es una comuna francesa, situada en el departamento de Aisne, de la región de Alta Francia.

## Demografía
| 1 030 | 1 073 | 1 108 | 1 269 | 1 410 | 1 512 | 1 552 | 1 532 |
| Para los censos de 1962 a 1999 la población legal corresponde a la población sin duplicidades (Fuente: INSEE [Consultar]) |       |       |       |       |       |       |       |